# Kevin Armstrong
Kevin Armstrong est un guitariste et producteur de musique britannique. Il est principalement connu pour avoir travaillé avec David Bowie et Iggy Pop dans les années 1980.

## Biographie
Kevin Armstrong rencontre David Bowie en 1984. Après avoir participé à l'enregistrement du single Absolute Beginners, il fait partie des musiciens qui l'accompagnent sur scène lors du Live Aid. Il participe à la création de Tin Machine à la fin de la décennie, mais il n'est considéré que comme musicien de studio et non membre à part entière du groupe.
Outre Bowie, Armstrong a également travaillé avec Iggy Pop, Morrissey, Thomas Dolby et Keziah Jones, entre autres.

## Participations
- 1982 : Sanctuary (en) des Passions
- 1982 : The Golden Age of Wireless (en) de Thomas Dolby
- 1984 : The Flat Earth (en) de Thomas Dolby
- 1985 : Dancing in the Street de David Bowie et Mick Jagger (single)
- 1985 : Steve McQueen de Prefab Sprout
- 1986 : Absolute Beginners de David Bowie (single)
- 1986 : Labyrinth de David Bowie et Trevor Jones
- 1986 : Blah Blah Blah d'Iggy Pop
- 1988 : Hello Angel (en) de Sandie Shaw
- 1989 : Velveteen (en) de Transvision Vamp
- 1989 : Tin Machine de Tin Machine
- 1989 : Ouija Board, Ouija Board (en) de Morrissey (single)
- 1990 : November Spawned a Monster (en) de Morrissey (single)
- 1990 : Piccadilly Palare (en) de Morrissey (single)
- 1991 : Tin Machine II de Tin Machine
- 1992 : Blufunk Is a Fact ! de Keziah Jones
- 1993 : Comme dans un film de Joëlle Ursull
- 1995 : 1. Outside de David Bowie
- 2003 : Black Orpheus de Keziah Jones
- 2011 : A Map of the Floating City (en) de Thomas Dolby
- 2018 : Run de Kevin Armstrong